# Gordonia haematoxylon
Gordonia haematoxylon là một loài thực vật có hoa trong họ Theaceae. Loài này được Sw. mô tả khoa học đầu tiên năm 1800.